# Vy Flygbussarna

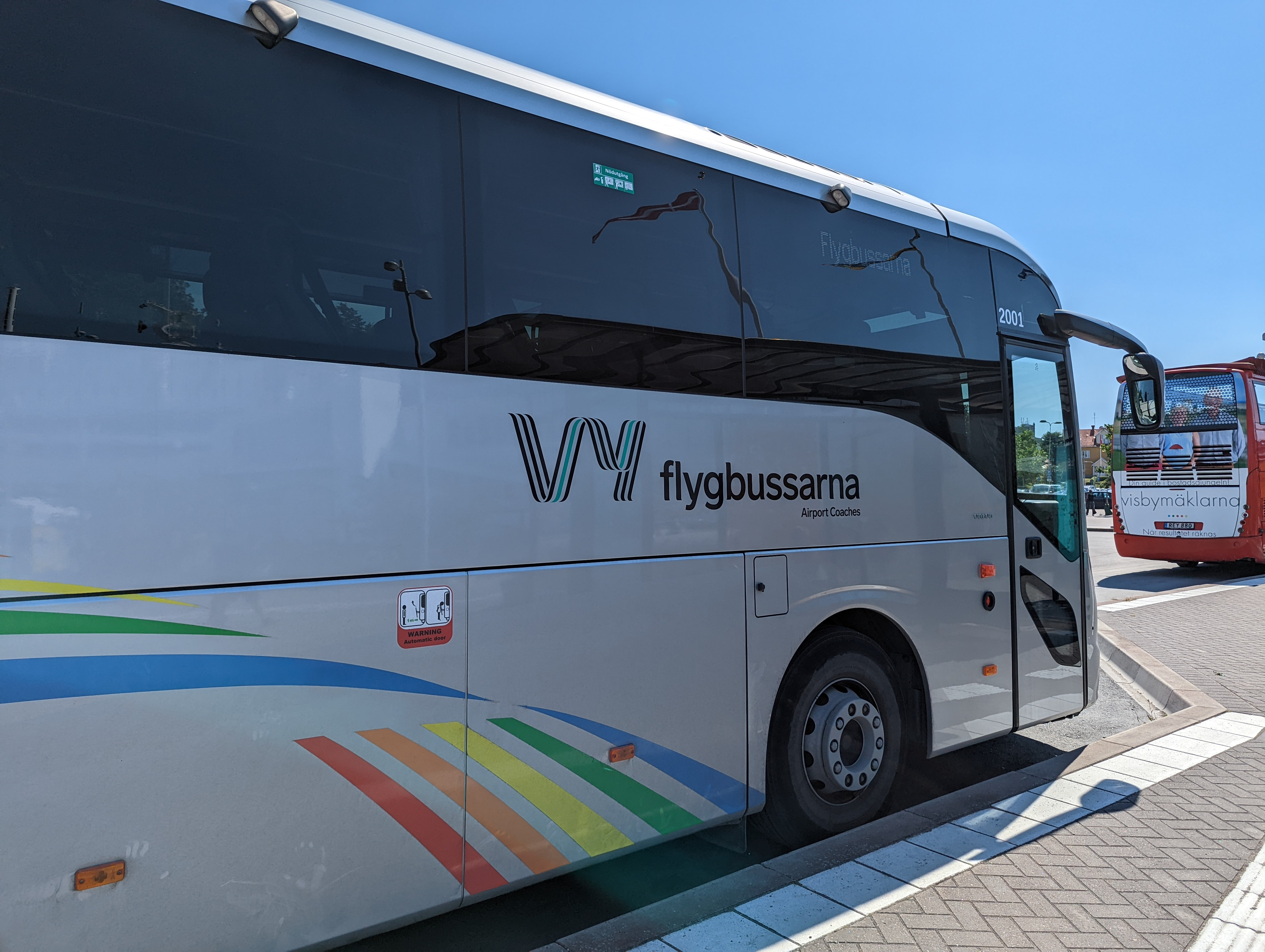
Flygbuss från Vy Flygbussarna i form av en nyare Volvo 9700.

Vy flygbussarna är ett varumärke för den trafik som Vy Buss AB bedriver mellan sex svenska flygplatser och intilliggande städer. Vy Buss ingår i norska transportkoncernen Vy.

## Historik
Storstockholms Lokaltrafik började köra trafikanter i Flygbussarna i Stockholm 1989. Flygbussarna bolagiserades 1990 som SL Flygbussarna AB. 2000 sålde SL en majoritet av bolaget till ledningen, Atle och Nordico Invest. Bolaget kom att heta FAC Flygbussarna Airport Coaches AB och 2005 sålde SL sina kvarvarande 30% av bolaget till People Travel Group. People Travel Group köptes i sin tur upp av Veolia Transport 2007.
Under perioden november 2016 till september 2018 erbjöd bolaget under varumärket Flygbussarna Door to Gate en samåkningstjänst där resenärer kunde bli hämtad eller lämnad på valfri på plats i Stockholmsområdet för transport i en delad minibuss till eller från Arlanda.
2019 såldes verksamheten till norska Vy.

## Flygplatser och städer
Vy flygbussarna trafikerar busslinjer till och från sex flygplatser i Sverige från flera städer.
- Arlanda – till och från Stockholm, Liljeholmen och Brommaplan.
- Stockholm Skavsta Airport – till och från Stockholm, Norrköping och Linköping
- Stockholm-Västerås flygplats – till och från Stockholm
- Göteborg-Landvetter flygplats  – till och från Göteborg Centralstation och Lindholmen
- Malmö Airport – till och från Malmö
- Visby flygplats – till och från Visby (endast sommartid)

## Galleri

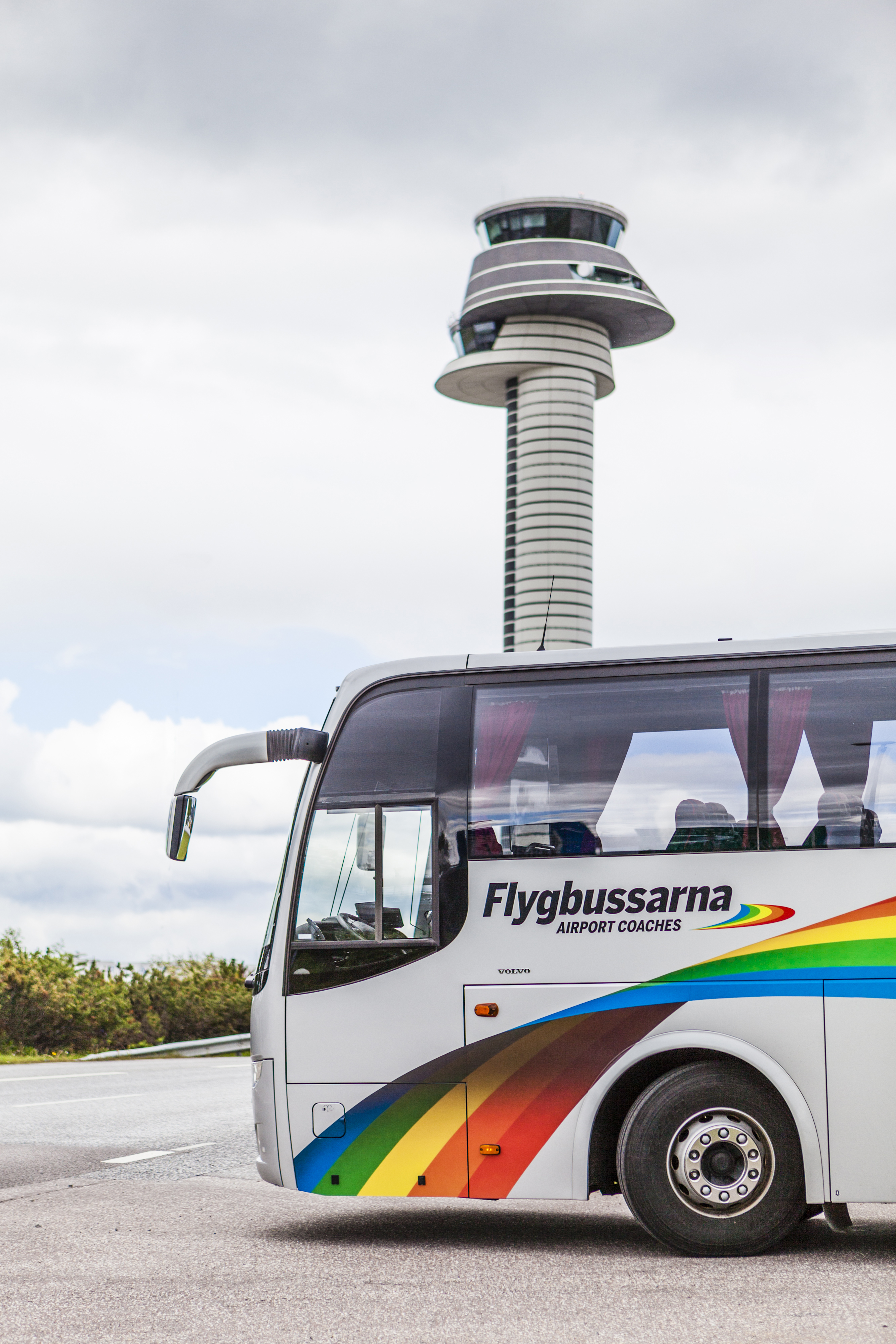
Äldre buss av typ Volvo 9700 med Arlanda flygplats kontrolltorn i bakgrunden.
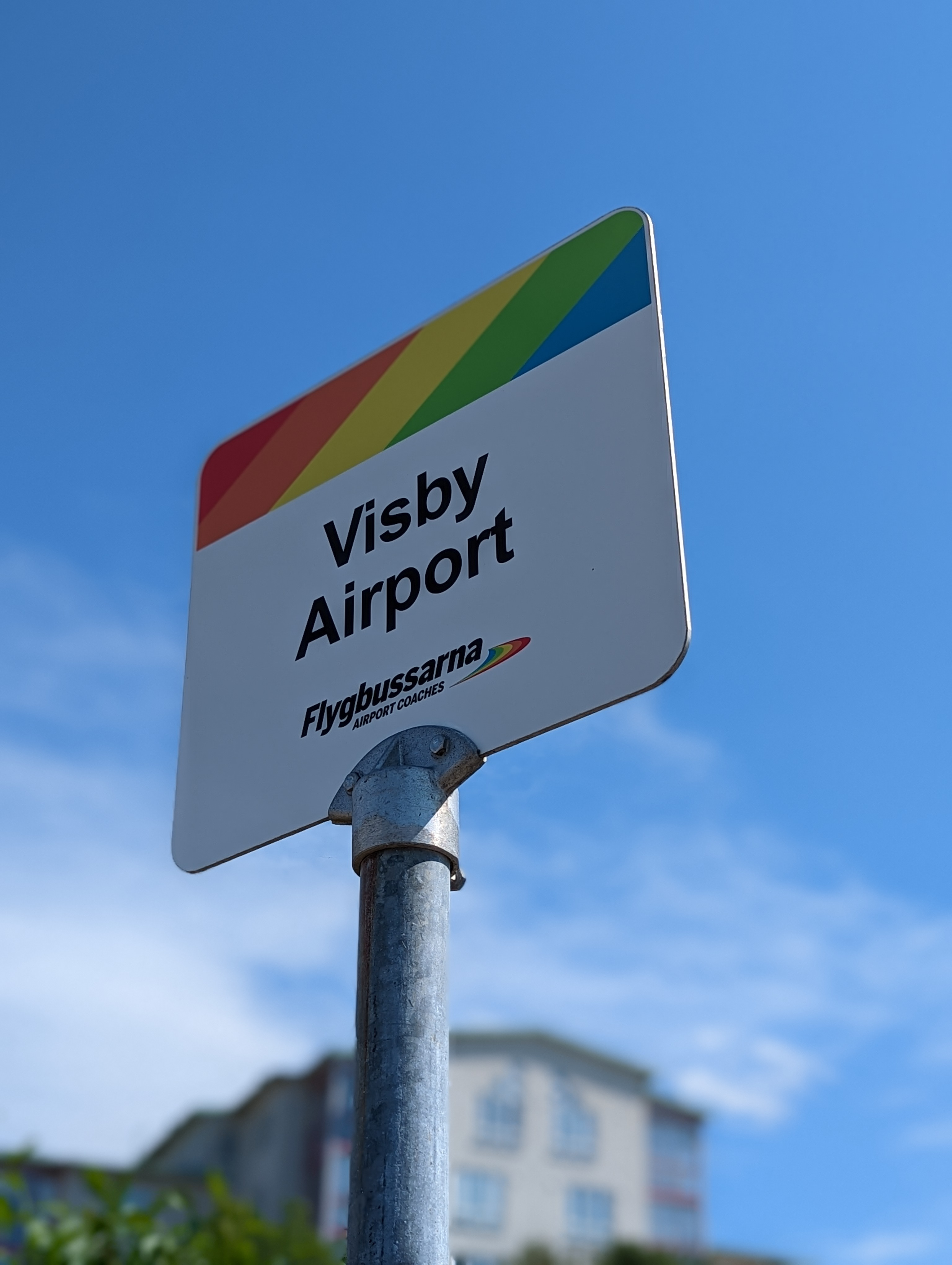
Hållplatsskylt för Visby Airport

### Fotnoter
1. ↑  ”Om oss”. Vy Flygbussarna. https://www.flygbussarna.se/om-oss. Läst 23 juli 2022.
2. ↑  ”Årsredovisning 1990 - SL-Koncernen” (PDF). Svenska Företagsbiblioteket/Uppsala Universitet. Arkiverad från originalet den 19 september 2020. https://web.archive.org/web/20200919153958/http://193.11.13.51/foretagsbiblioteket/Arsredovisningar/S/SL/1990.pdf. Läst 23 juli 2022.
3. ↑  ”SL säljer Flygbussarna – Ledningen, Atle och Nordico Invest tar över” (PDF). 24 januari 2000. https://mb.cision.com/wpyfs/00/00/00/00/00/00/BB/CF/bit0002.pdf. Läst 2022-07.23.
4. ↑  ”Årsberättelse 2004”. AB Storstockholms Lokaltrafik. Arkiverad från originalet den 3 juli 2023. https://web.archive.org/web/20230703124822/https://www.regionstockholm.se/globalassets/2.-kollektivtrafik/arsberattelser-for-sl/arsredovisning-2004.pdf. Läst 23 juli 2022.
5. ↑  ”People travel group köper ut SL”. Flygtorget. 29 november 2004. https://www.flygtorget.se/Aktuellt/Artikel/?Id=2734. Läst 23 juli 2022.
6. ↑  ”Veolia köper Flygbussarna”. Realtid. 16 juli 2007. https://www.realtid.se/veolia-koper-flygbussarna/. Läst 23 juli 2022.
7. ↑  ”Door to gate läggs ner” (på svenska). Upsala nya tidning. 30 september 2018. Arkiverad från originalet den 16 oktober 2018. https://web.archive.org/web/20181016210930/http://www.unt.se/sigtunabygden/door-to-gate-laggs-ner-5049582.aspx. Läst 11 oktober 2018.
8. ↑  ”Transdev säljer Flygbussarna till Vy”. Mynewsdesk. 20 december 2019. https://www.mynewsdesk.com/se/transdev/pressreleases/transdev-saeljer-flygbussarna-till-vy-2956029. Läst 23 juli 2022.